# Blaise le savetier

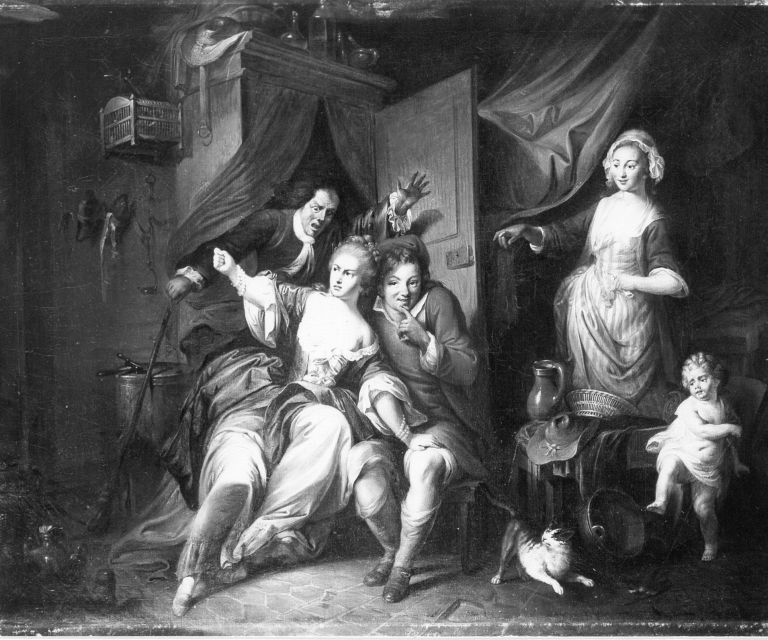
Scène de l'opéra, peinte par Johann Christian von Mannlich, 1763

Blaise le savetier est un opéra-comique en un acte mêlé d’ariettes de Michel-Jean Sedaine, musique de Philidor, représenté pour la première fois à la Foire Saint-Germain le 9 mars 1759.